# Alleanza franco-persiana

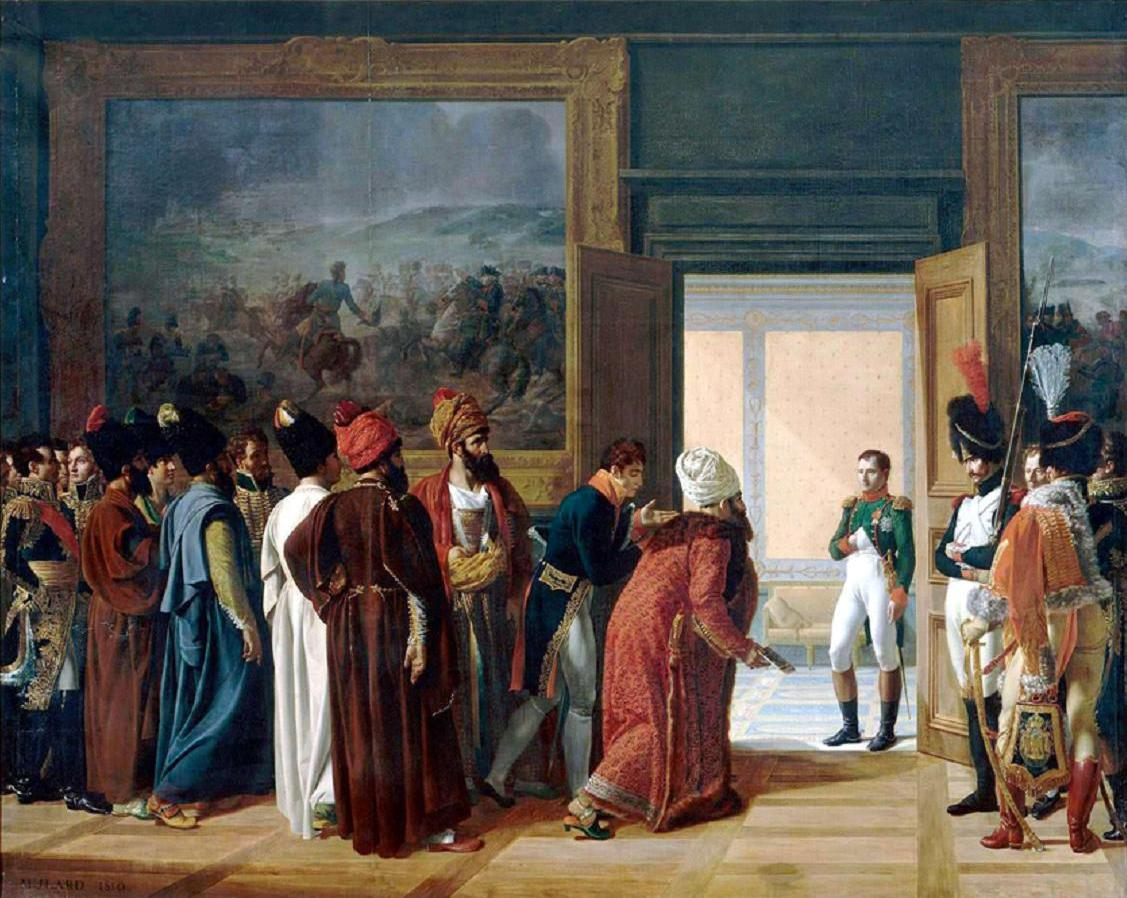
L'inviato persiano Mirza Mohammed Reza-Qazvini incontra Napoleone a Palazzo Finckenstein, il 27 aprile 1807, per firmare il Trattato di Finckenstein. Dipinto di François Mulard.

L'alleanza franco-persiana venne stipulata, per un breve periodo, durante il Primo Impero di Napoleone e Fath Ali Shah, contro l'Impero russo ed il Regno Unito, tra il 1807 e il 1809. Era parte di un grande progetto napoleonico che prevedeva di attraversare il Medio Oriente per attaccare l'India britannica. L'alleanza si sciolse quando la Francia si alleò con la Russia e ritornò alle campagne europee.

## Scenario
Grazie al tradizionale rapporto di amicizia della Francia con l'Impero ottomano, formalizzato con un trattato di lunga alleanza, il rapporto della Francia con la Persia era ai minimi termini da lungo tempo. Invece, si era sviluppata un'alleanza asburgico-persiana nel corso del XVI secolo, e quando le ambasciate persiane si recarono in Europa nel 1599-1602 e nel 1609-1615, evitarono accuratamente di visitare la Francia

### Primi approcci

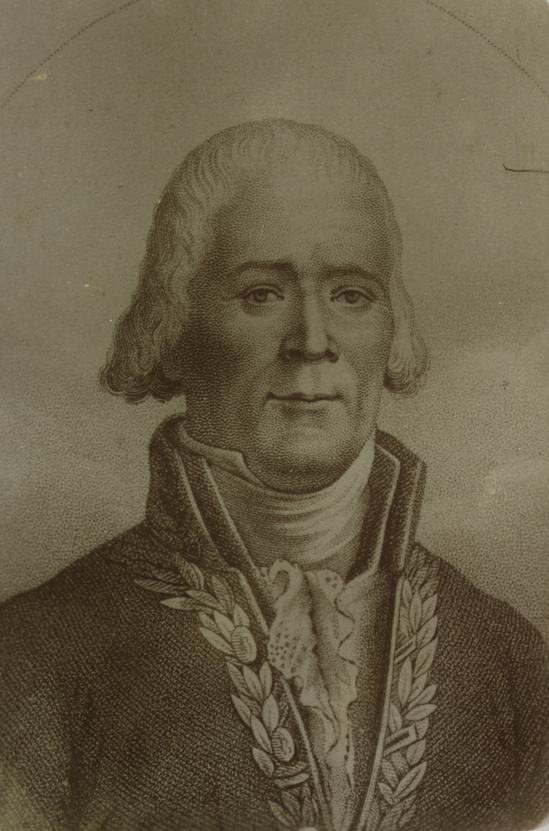
Nel 1796, Guillaume-Antoine Olivier (dipinto) e Jean-Guillaume Bruguière visitarono la Persia nel tentativo di formalizzare un'alleanza, ma senza ottenere alcun risultato.

Successivamente comunque, la Francia instaurò relazioni con la Persia e firmò dei trattati nel 1708 e nel 1715, a seguito di una ambasciata a Luigi XIV, ma queste relazioni cessarono nel 1722 con la caduta della dinastia dei Safavidi e l'invasione della Persia da parte degli afgani.
Alcuni tentativi di riallacciare le relazioni vennero fatti dopo la Rivoluzione francese, dato che la Francia era in conflitto con la Russia ed era alla ricerca di un alleato. Nel 1796, due scienziati, Jean-Guillaume Bruguière e Guillaume-Antoine Olivier, vennero inviati in Persia dal Direttorio, ma non riuscirono a formalizzare un accordo.
Ben presto però, con l'avvento di Napoleone, la Francia adottò una politica di forte espansione nel Mediterraneo e nel Vicino Oriente. Dopo il Trattato di Campoformio del 1797, la Francia acquisì possedimenti nel Mediterraneo come le isole Ionie nonché alcune ex basi della Repubblica di Venezia sulle coste dell'Albania e della Grecia geograficamente vicine al Medio-Oriente.

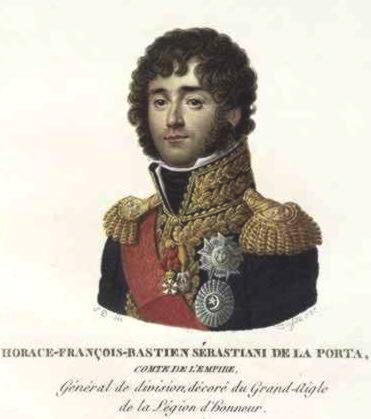
Il generale francese Horace Sébastiani negoziò una alleanza franco-ottomana con Selim III.

Napoleone Bonaparte lanciò la campagna d'Egitto nel 1798 combattendo contro l'Impero ottomano per affermare una presenza francese in Medio Oriente, con il sogno segreto di creare un collegamento con un nemico musulmano degli inglesi in India, Tippu Sahib Napoleone assicurò il Direttorio che "non appena avesse conquistato l'Egitto, avrebbe stabilito rapporti con i principi indiani e, insieme ad essi, avrebbe attaccato gli inglesi nei loro possedimenti". Secondo un rapporto di Talleyrand del 13 febbraio 1798: "Dopo aver occupato e fortificato l'Egitto, invieremo una forza di 15 000 uomini da Suez all'India, per unirci alle forze di Tipu-Sahib e scacciare gli inglesi."
Napoleone venne, in un primo tempo, sconfitto da ottomani e britannici all'assedio di San Giovanni d'Acri nel 1799, e alla Battaglia di Abukir nel 1801, ma dal 1802 i francesi conquistarono il Medio Oriente.
Al fine di rafforzare il confine occidentale dell'India britannica, il diplomatico John Malcolm venne inviato in Persia per firmare il trattato anglo-persiano del 1801. Il trattato offriva supporto inglese contro la Russia e vantaggi commerciali, e prevedeva esplicitamente aiuti contro l'intervento francese in Persia:
(Trattato anglo-persiano del 1801)
Ben presto, tuttavia, dal 1803, Napoleone fece di tutto per cercare di convincere l'Impero Ottomano a combattere contro la Russia nei Balcani e ad unirsi alla sua coalizione anti-russa. Napoleone inviò il generale Horace Sébastiani come suo inviato straordinario, promettendo il suo aiuto per il recupero dei territori perduti.
Nel febbraio 1806, a seguito della notevole vittoria di Napoleone, nel dicembre 1805, alla Battaglia di Austerlitz e al conseguente smembramento dell'Impero asburgico, Selim III riconobbe formalmente Napoleone come imperatore, optando per un'alleanza franco-ottomana "nostro alleato sincero e naturale, e quindi per la guerra contro la Russia e il Regno Unito".

## Alleanza persiana

### Motivazioni di Napoleone
Nel suo grande disegno di raggiungere l'India, la mossa seguente era, per Napoleone, lo sviluppo di un'alleanza con l'Impero persiano. Agli inizi del 1805, inviò uno dei suoi ufficiali, Amédée Jaubert, in missione in Persia. Egli sarebbe ritornato in Francia nell'ottobre del 1806.

### Motivazioni della Persia

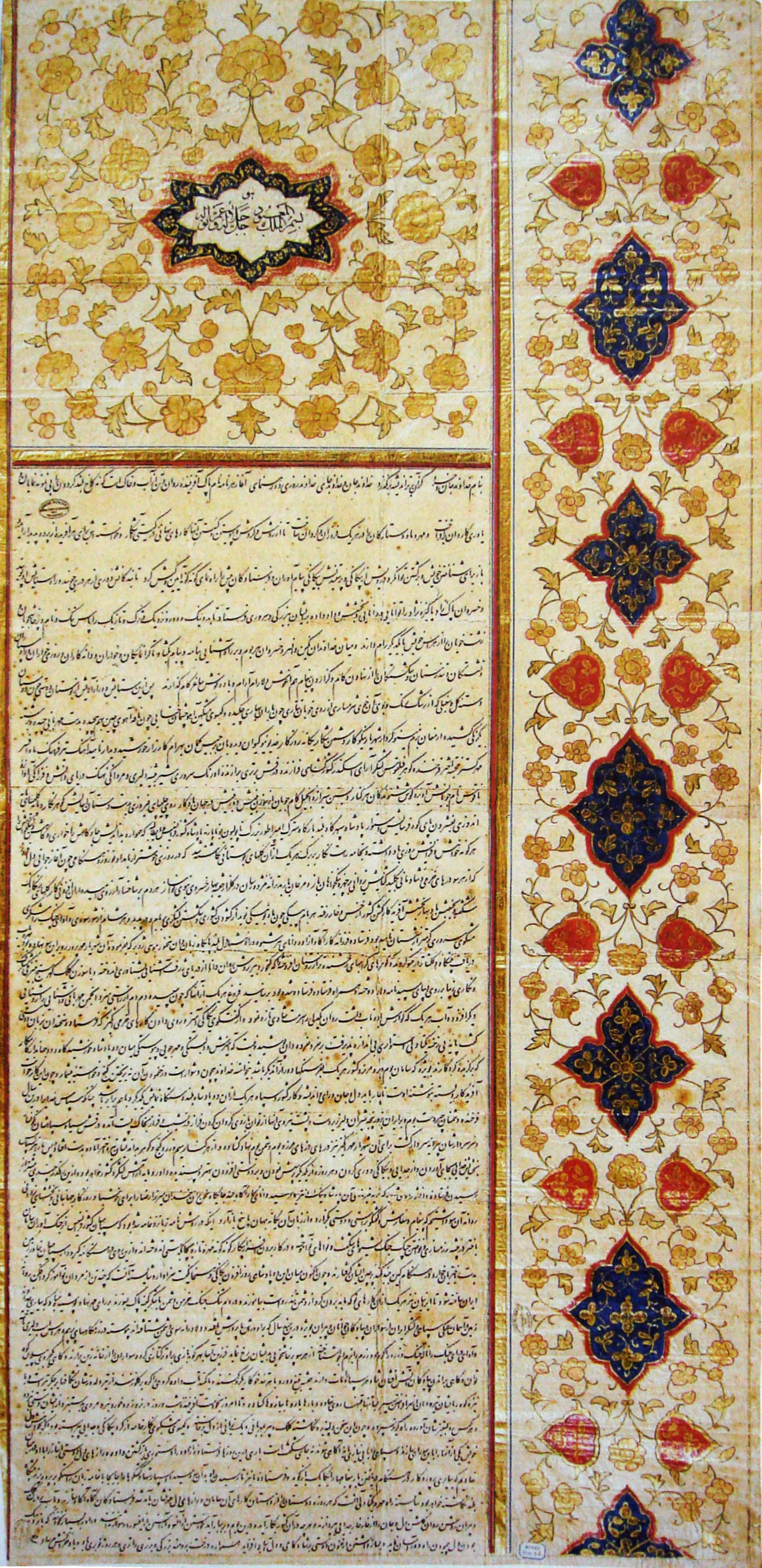
Lettea di Fath Ali Shah a Napoleone, ringraziandolo per la lettera ricevuta da M. Jaubert, e richiedendo l'invio di istruttori militari, dicembre 1806.

Dall'altra parte, lo Scià di Persia aveva bisogno di aiuto contro la minaccia russa ai suoi confini settentrionali, visto che la Russia si era annessa la Georgia nel 1801. Dopo la morte di Giorgio XII di Georgia. Il generale Tsitsianov occupò la Georgia contro le rivendicazioni persiane e ottomane, e attaccò Erevan nel 1804, innescando una guerra russo-persiana e ben presto una guerra russo-turca nel 1806.
Il Regno Unito, alleato della Russia, aveva temporeggiato senza assumere una chiara dimostrazione di sostegno. Lo scià decise pertanto di prendere in considerazione le offerte francesi, inviando una lettera, per mezzo dell'ambasciatore Mirza Mohammed Reza-Qazvini (Mirza Riza), alla corte di Napoleone, allora a Tilsit nella parte orientale della Germania. Nelle sue istruzioni all'ambasciatore lo Scià spiegava:
(Istruzioni dello Scià di Persia a Mirza Riza )
Lo scià chiaramente considerava di aiutare la Francia durante l'invasione dell'India:
(Istruzioni dello Scià di Persia a Mirza Riza)
Lo Scià, però, negò la possibilità di fornire un porto ai francesi "sulla via per Hindustan".

### Alleanza e missione militare

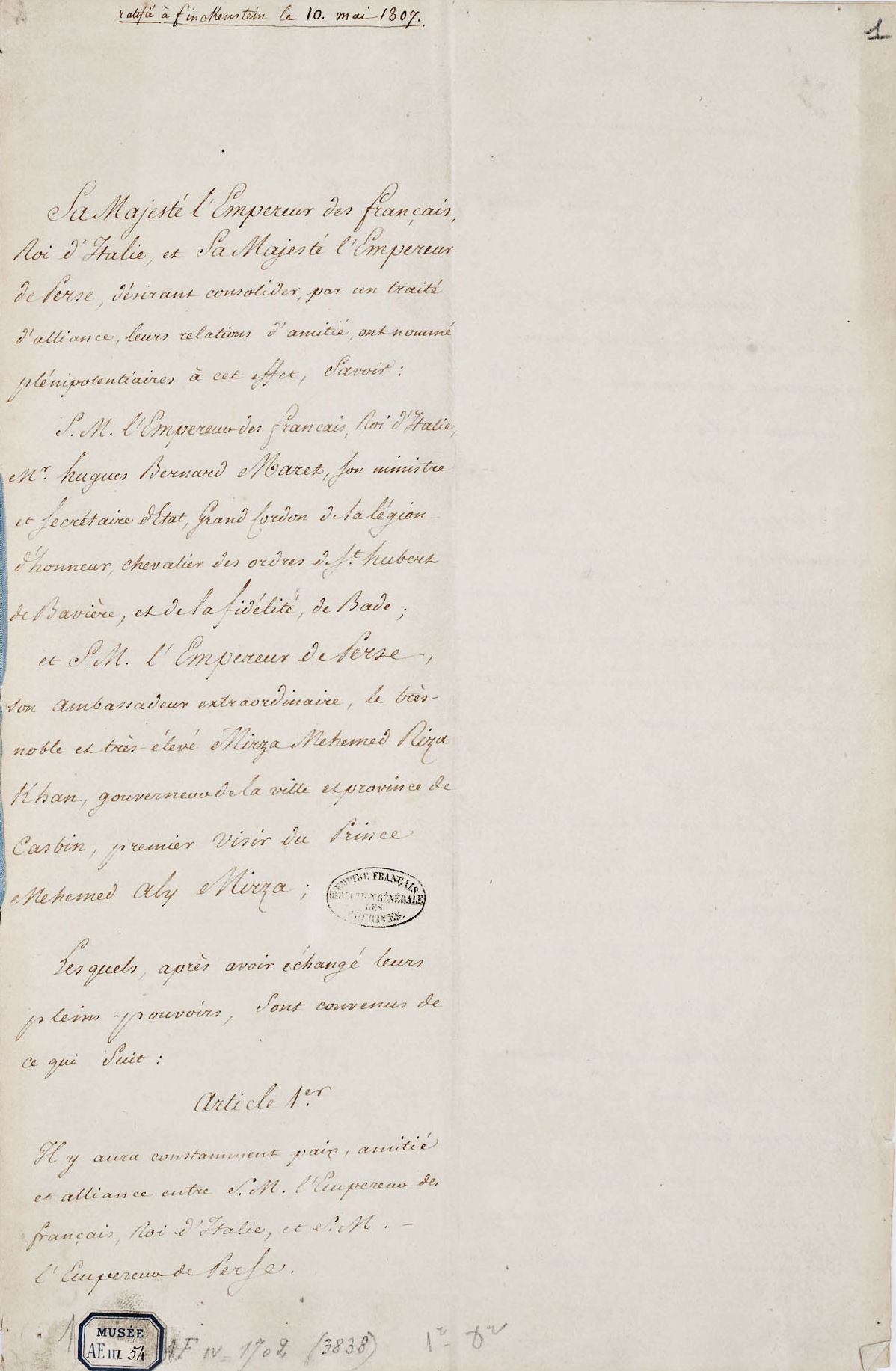
Il Trattato di Finckenstein tra Persia e Francia, ratificato il 10 maggio 1807.

Dopo la visita dell'inviato persiano Mirza Mohammed Reza-Qazvini a Napoleone, il Trattato di Finckenstein formalizzò l'alleanza il 4 maggio 1807. In esso la Francia avrebbe aiutato la Persia a riprendersi la Georgia, promettendo di agire in modo che la Russia avesse reso il territorio. In cambio, la Persia prometteva di combattere il Regno Unito consentendo alla Francia di attraversare il territorio persiano per raggiungere l'India.

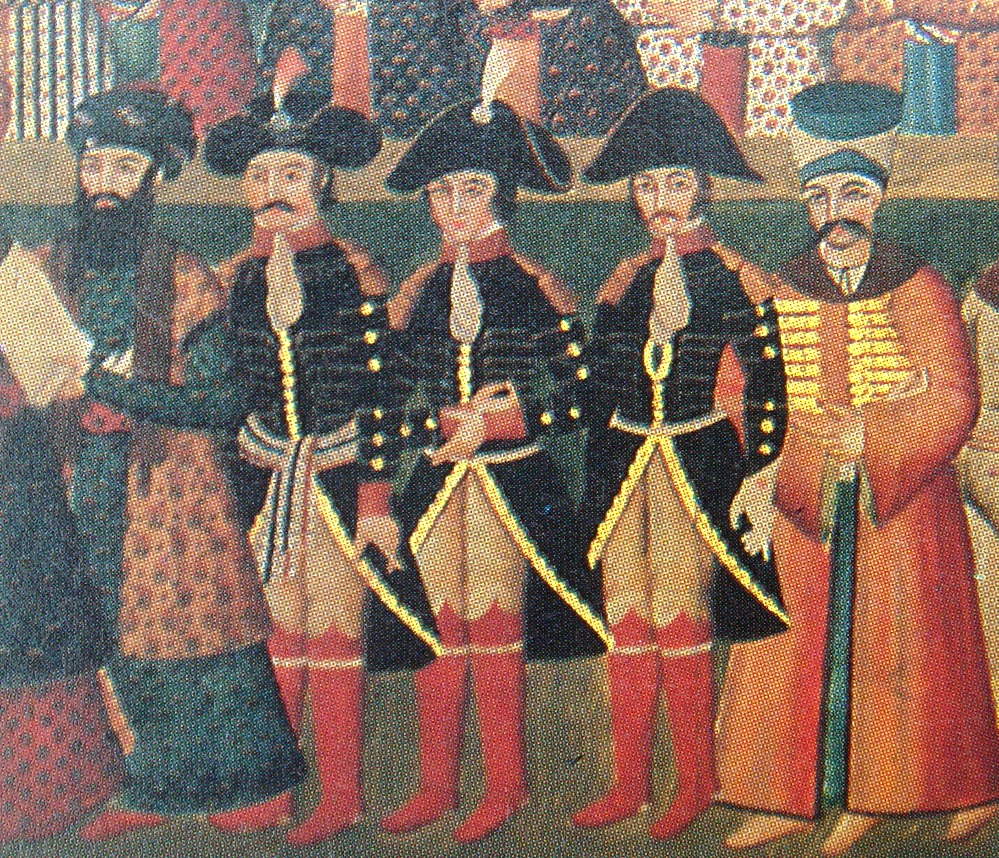
Il generale Gardane, con i colleghi Jaubert e Joanin, alla corte persiana di Fath Ali Shah nel 1808. Le calze rosse erano un elemento del protocollo persiano.

Venne inviata anche una missione militare con a capo il generale Antoine Gardanne, al fine di contribuire a modernizzare l'esercito persiano e a tracciare un percorso per l'invasione dell'India. Gardanne aveva anche la missione di coordinare gli sforzi ottomani e persiani contro la Russia. La missione di Gardanne era costituita da 70 ufficiali e sottufficiali e iniziò a lavorare per modernizzare l'esercito persiano secondo i canoni europei. La missione giunse il 4 dicembre 1807.
I capitani di fanteria Lamy e Verdier delinearono Nezam-e Jadid (il nuovo esercito) che operava sotto il comando del principe Abbas Mirza. Questo esercito modernizzato, sconfisse con successo un attacco dell'esercito russo alla città strategica di Erevan il 29 novembre 1808, mostrando l'efficacia del lavoro dei consiglieri militari francesi. I luogotenenti di artiglieria Charles Nicolas Fabvier e Reboul vennero inviati da Gardanne a Ispahan allo scopo di impiantare una fabbrica di cannoni per l'artiglieria persiana, completa di fonderie, torni, macchinari e strumenti. Nonostante le difficoltà, entro il dicembre 1808, riuscirono a produrre 20 cannoni in stile europeo, che vennero trasportati a Teheran.
Il diplomatico del XIX secolo, Sir Justin Sheil, commentò positivamente il contributo francese alla modernizzazione dell'esercito persiano:

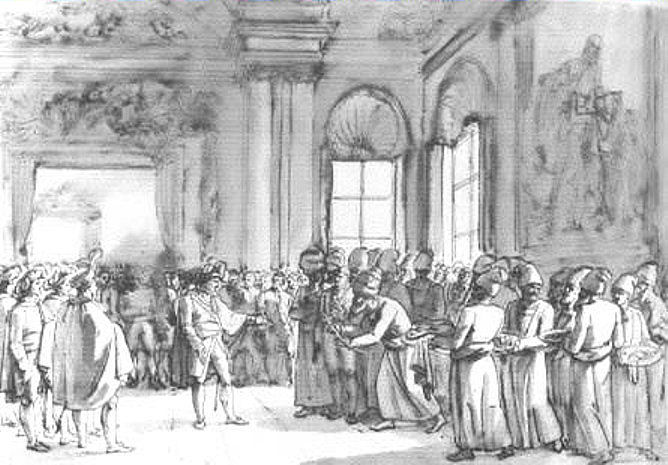
Askar Khan Afshar ricevuto da Napoleone a Saint-Cloud, il 4 settembre 1808, di Benjamin Zix.

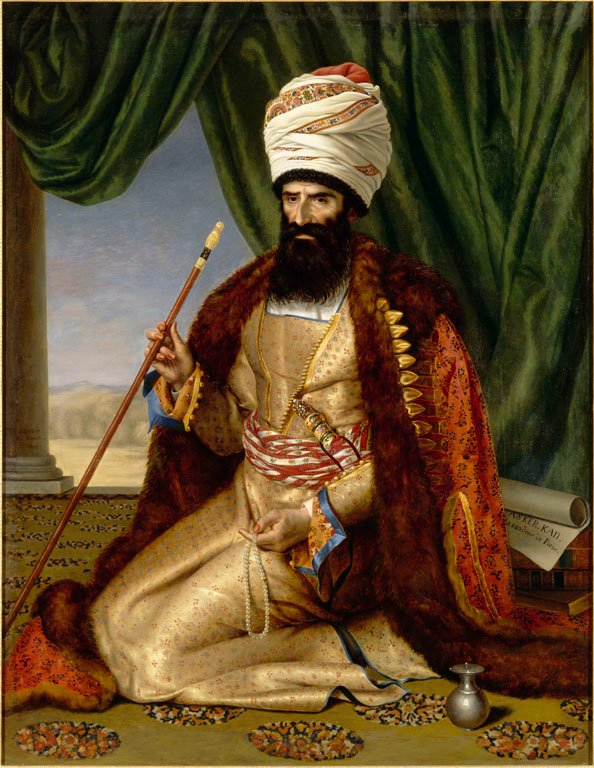
L'ambasciatore persiano Askar Khan Afshar, ia Parigi da luglio 1808 ad aprile 1810, di Madame Vavin.

I francesi hanno portato in Persia le stesse capacità militari e amministrative, e hanno determinato l'origine del presente esercito regolare persiano. Quando Napoleone il Grande decise di prendere la Persia sotto i suoi auspici, mandò in quel paese alcuni ufficiali di intelligenza superiore con la missione del generale Gardanne nel 1808. Quei signori hanno iniziato la loro attività nelle province di Azerbaigian e Kermanshah, e si dice con notevole successo.»
(Sir Justin Sheil (1803-1871).)
L'ambasciata di Gardanne in Persia perse subito uno dei motivi principali della sua spedizione originale. In un rovesciamento finale, Napoleone vinse finalmente sulla Russia alla battaglia di Friedland nel luglio 1807, e la Francia e la Russia divennero alleate al Trattato di Tilsit. Il generale Gardanne arrivò a Teheran in Persia dopo il trattato di Tilsit, nel dicembre 1807.
Napoleone tuttavia volle continuare a promuovere l'alleanza franco-persiana, al fine di perseguire il suo piano di invadere l'India. A tal fine, progettò di nominare suo fratello Luciano Bonaparte come suo rappresentante a Teheran. Napoleone pianificò ancora di invadere l'India britannica, questa volta con l'aiuto russo.
L'ambasciatore persiano Askar Khan Afshar venne inviato a Parigi, dove giunse il 20 luglio 1808 e riuscì ad incontrare Napoleone il 4 settembre.
La Persia, peraltro, aveva perso la maggiore motivazione per l'alleanza, la riconquista della Georgia e dell'Azerbaigian dalla Russia, argomento che non era nemmeno stato affrontato al trattato di Tilsit.
L'alleanza franco-persiana perse così la sua motivazione principale, visto che la Francia e la Russia erano ora alleate. Lo Scià di Persia si rivolse nuovamente agli inglesi per i consulenti militari. Ad oriente, un trattato di mutua difesa venne firmato tra l'India britannica e lo Shah Shuja Al-Mulk dell'Afghanistan il 17 giugno 1809, per resistere meglio alla minaccia franco-persiana, ma da quel momento la Persia aveva già denunciato la sua alleanza con la Francia.

### Ritorno all'alleanza britannica

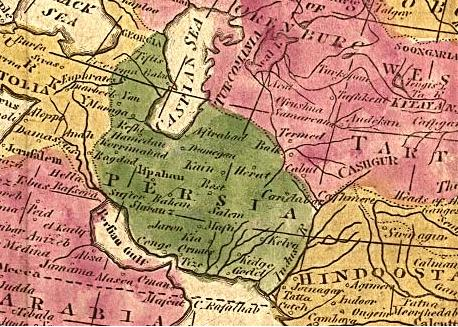
La Persia nel 1808 secondo una mappa inglese, prima delle perdite dalla Russia a nord in seguito al Trattato di Gulistan, e quella di Herat verso il Regno Unito nel 1857 a seguito del Trattato di Parigi.

Dopo la fallita missione di John Malcolm del 1808, che poté negoziare soltanto con il governatore della provincia di Fars, Sir Harford Jones, nel 1809, si adoperò per firmare un trattato preliminare con la Persia ed il generale Gardanne tornò in Francia. In un'altra missione, nel 1810, Malcolm portò una numerosa missione di ufficiali, uno dei quali, Lindsay Bethune, sarebbe diventato comandante in capo dell'esercito persiano per diversi anni. Nel 1809-1810, lo Shah inviò l'ambasciatore Haji Mirza Abul Hasan Khan alla corte di Londra, immortalato come Hajji Baba dal diplomatico James Morier. Secondo Sir Justin Sheil:
(Sir Justin Sheil (1803-1871).)

## Epilogo
L'alleanza tra la Francia e l'Impero Ottomano fu mantenuta, e un accordo di pace venne mediato tra la Russia e gli Ottomani, ma i territori di questi ultimi, dei quali era stata promessa la restituzione (Moldavia e Valacchia) attraverso il Trattato di Tilsit, non furono mai restituiti, anche se gli stessi ottomani avevano rispettato la loro parte dell'accordo spostando le loro truppe a sud del Danubio.

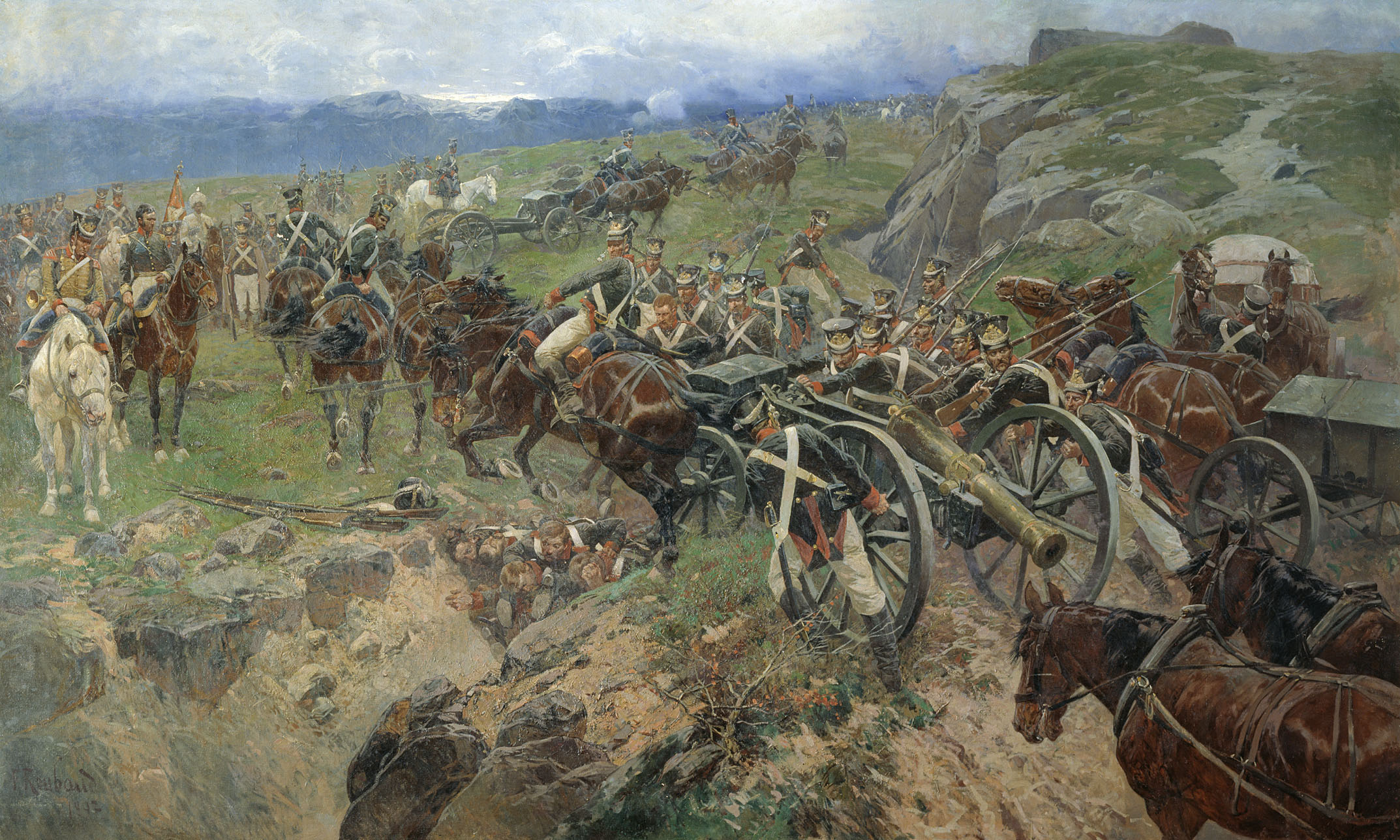
Un episodio della guerra russo-persiana.

Nel frattempo infuriava una guerra russo-persiana, nonostante gli sforzi di Francia e Russia per cercare di raggiungere un accordo tra la Russia e la Persia. Nel 1812 la Persia dovette subire una grave sconfitta contro la Russia nella Battaglia di Aslandoz, costringendo lo Scià a negoziare il Trattato di Gulistan, il 12 ottobre 1813.

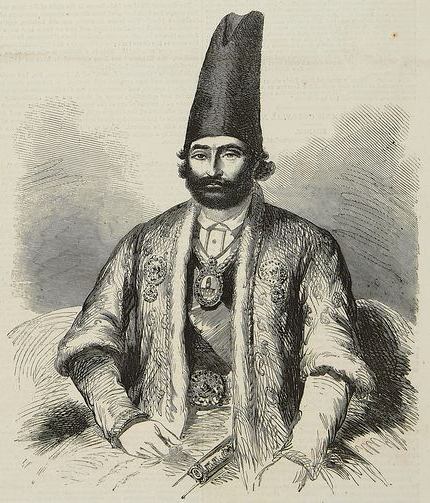
Ferouk Khan in The Illustrated London News, 1857.

Nel 1812, attraverso il Trattato di Bucarest, l'Impero Ottomano e la Russia concordarono una pace, dato che la Russia era ansiosa di liberare il fronte meridionale in previsione dell'invasione della Russia da parte di Napoleone, con la Russia che manteneva la Bessarabia e gli Ottomani che riconquistavano la Valacchia e la Moldavia.
Dopo la caduta di Napoleone, un ufficiale francese di nome Jean-François Allard, rese visita a Abbas Mirza per proporgli i suoi servigi. Gli fu promesso il grado di colonnello, ma non ricevette mai le truppe corrispondenti al suo grado. Nel 1820, Allard lasciò la Persia per recarsi in Punjab dove giocò un importante ruolo.

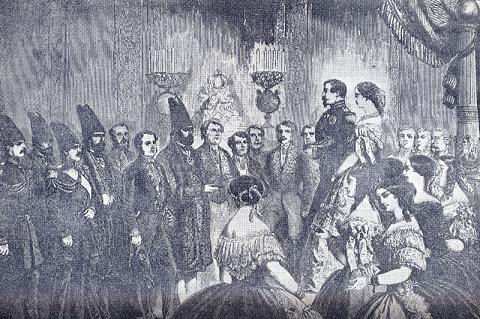
Ambasciata persiana a Napoleone III, guidata da Amin o Dowleh.

Dopo un lungo periodo di scambi tra la Persia e il Regno Unito, le relazioni diplomatiche con la Francia ripresero nel 1839 a seguito di una controversia tra gli inglesi e la Persia nella città afgana di Herat. Il regno Unito avrebbe eliminato le sue missioni diplomatiche e militari dalla Persia, occupato l'isola di Khark e attaccato Bushehr. Mohammad Shah Qajar a sua volta, avrebbe ripreso le relazioni diplomatiche con la Francia, e inviato una missione diplomatica a Luigi Filippo sotto Mirza Hossein Khan per ottenere aiuto militare. In risposta, venne inviato un gruppo di ufficiali francesi in Persia al seguito dell'ambasciatore
Nel 1857, durante la guerra anglo-persiana (1856–1857), venne inviato a Napoleone III un ambasciatore di nome Ferouk Khan, che espresse il suo rammarico per il conflitto. I negoziati portarono, nel marzo 1857, al Trattato di Parigi, che pose fine alla guerra anglo-persiana.